# Sekarsari (Kali Bunder)
Sekarsari is een bestuurslaag in het regentschap Sukabumi van de provincie West-Java, Indonesië. Sekarsari telt 3896 inwoners (volkstelling 2010).